# Janine Kohlmann
Janine Kohlmann (28 novembre 1990) è una pentatleta tedesca.

## Palmarès
- Mondiali:

Berlino 2007: bronzo nella staffetta.
Roma 2012: oro nella staffetta.
Berlino 2015: argento a squadre.
Mosca 2016: bronzo a squadre.
Città del Messico 2018: bronzo a squadre.
Budapest 2019: bronzo a squadre.
Il Cairo 2021: oro a squadre.
- Giochi europei

Cracovia e Piccola Polonia 2023: oro a squadre.
- Europei:

Székesfehérvár 2014: oro a squadre.
Bath 2015: argento a squadre.
Sofia 2016: argento nella staffetta.